# Trull (Tarock)

Die Trull in Österreich: Pagat, Mond und Sküs. Der Sküs ist hier der höchste Trumpf, also faktisch Nr. XXII

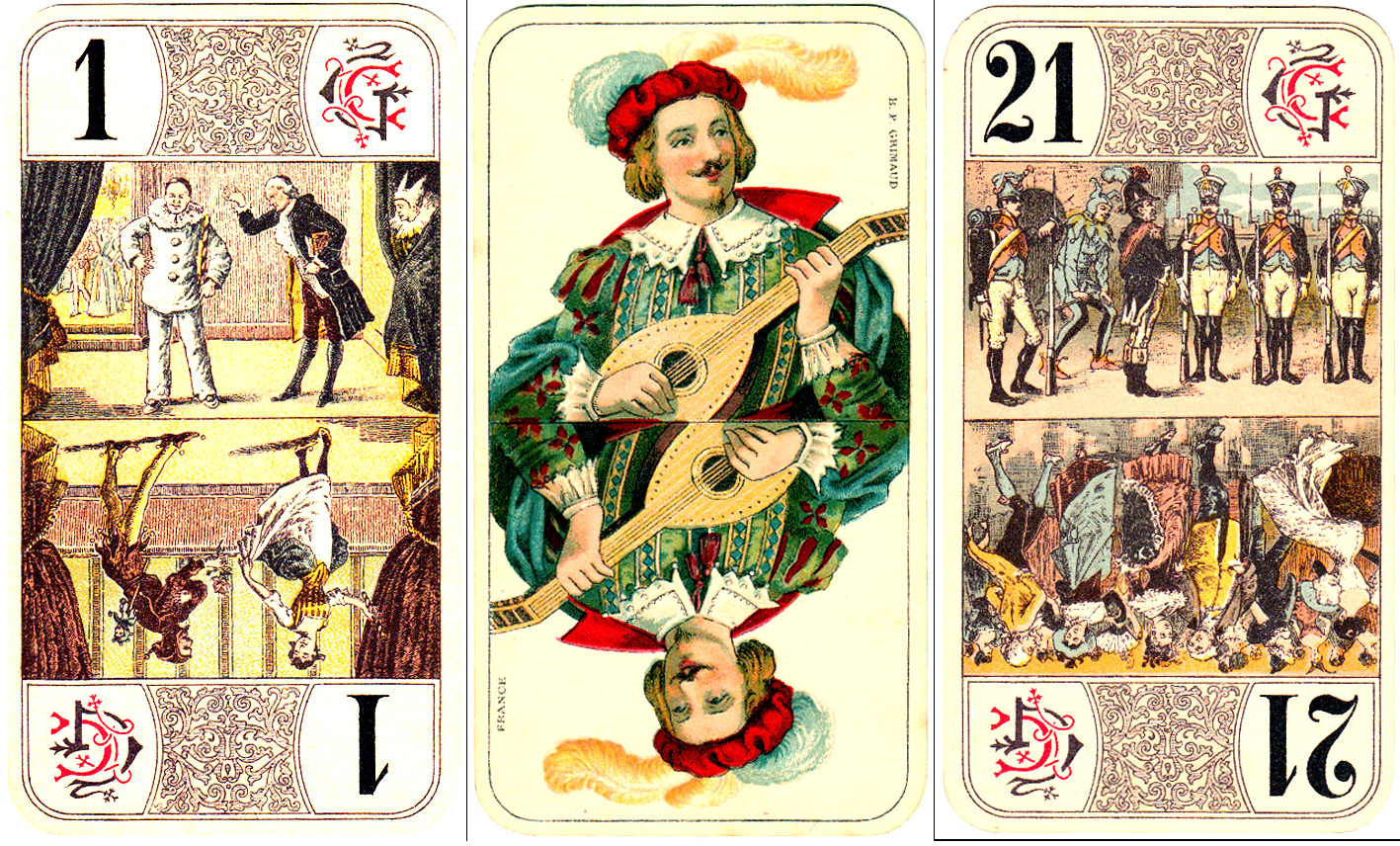
Die drei Karten in anderer Reihenfolge in einem älteren französischen Druck. Der Excuse ist nach diesen Regeln eine machtlose „Entschuldigungskarte“, kein Trumpf.

Als Trull, abgeleitet von französisch tous les trois (= alle drei), bezeichnet man in Tarock-Varianten Österreichs und anderer Länder die Gesamtheit von drei speziellen Trümpfen (oder, je nach Regelwerk, aus zwei Trümpfen und einer Sonderkarte), die einen viel höheren Kartenwert als die anderen Trümpfe besitzen. Die einzelnen Karten werden demnach auch als Trullstücke bezeichnet.
Trotz der französischen Wurzel des Ausdrucks ist er im Französischen Tarock nicht gebräuchlich. Hier heißen die Trullstücke stattdessen les bouts („Spitzen“) oder älter les oudlers, was keine andere Bedeutung besitzt.

## Einführung
Die Spiele der Tarock-Familie zeichnen sich primär dadurch aus, dass es neben den Farbkarten eine Serie von klassisch 21 dauerhaften Trümpfen gibt, die meist mit römischen oder arabischen Ziffern durchnummeriert sind. In deutschsprachigen Varianten werden die Trümpfe ebenfalls als Tarock bezeichnet. Auf die besondere Rolle des Narren wird weiter unten eingegangen.
Tarockspiele sind Stichspiele, in denen die Karten zusätzlich zu ihrer Stichkraft Punktwerte besitzen, was im Deutschen oft als Augenspiele bezeichnet wird. In den meisten Tarockvarianten gibt es allerdings ein komplexes Wertungssystem mit Bruchzahlen (z. B. 4 1/3), was im Folgenden stets zur nächstgrößeren natürlichen Zahl aufgerundet wird.

## Die Trullstücke
Folgende drei Karten bilden die Trull:

### Tarock I: der Pagat
Tarock I, der kleinste Trumpf, wird traditionell als Pagat bezeichnet. Ein gängiger Spitzname in Österreich ist Spatz. Der Name leitet sich von italienisch Bagatto ab, was keine andere Bedeutung besitzt, aber in eine Beziehung mit Bagatelle gesetzt wird.  Der Name dürfte somit auf den Status als niederster Trumpf anspielen.
Im Französischen Tarock wird die Karte le petit („der Kleine“) genannt.

### Tarock XXI: der Mond
Tarock XXI ist traditionell das höchste Tarock. Sein Name ist eine falsche Eindeutschung von französisch le monde bzw. italienisch il mondo. In jenen Varianten, in denen der Sküs zum höchsten Tarock geworden ist, ist der Mond natürlich das zweithöchste.

### Der Narr oder Sküs
Der Narr (italienisch: il matto) wird oft mit dem Joker jüngerer Kartenspiele verglichen. In modernen Tarockvarianten wird er beispielsweise als Spielmann, Harlekin oder Landfahrer dargestellt.
Traditionell ist er eine Sonderkarte, die in jedweden Stich zugegeben werden kann, unter Umgehung des Farbzwanges. Er kann dabei weder den Stich gewinnen, noch verloren gehen; wenn der Stich vom Spieler mit der höchsten Karte eingezogen wird, nimmt der Spieler des Narren diesen stattdessen zu seinen eigenen Stichen. Gemäß den meisten, aber nicht allen Regelwerken, gibt der Spieler des Narren dem Stichsieger als Ersatz stattdessen eine möglichst wertlose Karte aus seinen eigenen Stichen.
In den französischen Tarockvarianten wird der Narr traditionell mit einer ritualisierten Entschuldigung gespielt, vergleichbar einem Tennisspieler, der einen Netzroller mit „Sorry“ kommentiert. Daher wird er dort auch l'excuse genannt, was sich zum deutschen Namen Sküs entwickelte und weiter zu Mundartausdrücken wie etwa Gstieß. Excuse ist auch in der englischsprachigen Tarockliteratur der Fachbegriff für die Rolle der Sonderkarte.
In den meisten Tarockvarianten der ehemaligen Habsburgermonarchie hat der Sküs stattdessen die Rolle des 22. und höchsten Trumpfes übernommen, wobei sein Name aber trotz der neuen Rolle erhalten blieb.

## Variantenübergreifende Bedeutung
In den Regeln fast aller Tarock-Varianten spielt die Trull eine besondere Rolle. Der (aufgerundete) Wert jeder ihrer Karten beträgt fünf Punkte, während alle anderen Trümpfe (üblicherweise 19) nur einen Punkt zählen. Dies gilt unabhängig davon, ob der Narr die traditionelle Sonderkarte oder der höchste Trumpf ist. Lediglich in regionalen italienischen Varianten kann es noch andere Trümpfe geben, die mehr als einen Punkt zählen. In manchen Tarockspielen, wie dem rätoromanischen Troccas, hat die Trull keine über ihren Punktewert hinausgehende Bedeutung und möglicherweise auch keine zusammenfassende Bezeichnung. In zahlreichen anderen kommen ihr aber viele zusätzliche Rollen hinzu.

## Bedeutung in einzelnen Tarockspielen

### Französisches Tarock
Im Französischen Tarock (3–5 Spieler) haben die „Spitzen“ eine weit über ihren nominalen Wert hinausgehende Bedeutung. Denn wie viele Punkte ein Spieler zum Gewinn des Spieles benötigt, hängt von der Zahl der Spitzen in seinen Stichen ab. Die Karten sind zusammen 91 Punkte wert, die Mehrheit wäre also bei 46; doch stattdessen benötigt ein Spieler zum Gewinn des Spieles nur 41, wenn er zwei Spitzen in den Stichen hat, und nur 36, wenn er alle drei hat. Umgekehrt benötigt man mit nur einer Spitze 51 Punkte, mit gar keiner sogar 56.
Der Excuse spielt seine traditionelle Rolle als Sonderkarte, wobei einige Zusatzregeln hinzukommen. So kann er auch verloren gehen, wenn er erst im letzten Stich gespielt wird; umgekehrt kann er auch, wenn ein Spieler vorher alle Stiche gewonnen hat, ausnahmsweise den letzten Stich gewinnen.
Da der Monde keinesfalls verloren gehen kann und der Excuse de facto ebenfalls nicht, hat es spieltaktisch größte Bedeutung, auf das Heimbringen bzw. Einfangen des Petit zu spielen.
Daneben gibt es einen Bonus, wenn der Petit im letzten Stich gespielt wird, für jene Seite, die den Stich gewinnt. Im Unterschied zu österreichischen Tarockvarianten muss der Petit also nicht selbst stechen, sondern kann auch von einem Partner gewonnen werden.

### Königrufen
Im österreichischen Königrufen (4 Spieler) haben die Trullstücke mehrere Zusatzfunktionen. Der Sküs ist der höchste Trumpf.
Wer die komplette Trull am Schluss in den Stichen hat, erhält zusätzlich zum Spiel eine Zusatzprämie. Dies kann vorher angesagt werden und zählt dann doppelt. Einen weiteren (auch ansagbaren) Bonus gibt es, wenn der Pagat den letzten Stich gewinnt (Pagat Ultimo).
Nicht in allen Regelwerken, aber häufig gibt es eine weitere Prämie für den Mondfang, wenn also der Mond vom Sküs abgestochen wird. Ob dies auch vorher angesagt werden kann und ob es nur unter Gegnern zählt, oder auch, wenn der Partner den Mond absticht, ist unterschiedlich geregelt.
Ist der Kaiserstich oder Märchenstich vereinbart, so sticht der Pagat, wenn die gesamte Trull in einen Stich fällt.
In Analogie zur Trull wird es als Königstrull bezeichnet, wenn eine Seite alle vier Könige in ihren Stichen hat. Meist zählt dies gleich viel wie die Trull.

### Ungarisches Tarock
Die größte Rolle spielen die Trullstücke im Ungarischen Tarock (4 Spieler). Es ist nämlich nur mit Trullstück möglich zu lizitieren, also um die Spielansage wettzueifern. Der Skíz, also der Narr, ist der höchste Trumpf. Die drei Karten zusammen heißen trull, tuli, trúl oder, dem französischen Originalausdruck entsprechend, tulétroá.
Das Spiel ist primär auf die in österreichischen Tarockvarianten Mondfang genannte Prämie ausgerichtet, also mit dem Skíz den gegnerischen Trumpf XXI abzustechen. Trotzdem ist der Name für diese Karte im Ungarischen verloren gegangen, sie heißt einfach huszonegy („Einundzwanziger“), ihr Fang huszonegyfogás.
Wie im Königrufen zählt es als Bonus und ist vorher ansagbar, die Trull am Schluss in den Stichen zu haben. Im Ungarischen Tarock ist es allerdings üblich, sie nur anzusagen um anzuzeigen, dass die beiden „hohen“ Trullstücke bei derselben Partei sind, was teure Zusatzansagen ermöglichen kann.
Der pagát kann als Bonus zum Gewinn des letzten Stichs (ultimo) gespielt werden, und zwar vorher angesagt oder zum halben Tarif auch „still“.
Illustriertes Ungarisches Tarock
In der um viele Ansagen erweiterten, „illustrierten“ Form des Ungarischen Tarocks kommen weitere Bedeutungen der Trullstücke hinzu. Der pagát kann auch im vorletzten Stich (uhu) gespielt werden; dies muss allerdings vorher angesagt werden, wenn es als Bonus zählen soll.
Weiters gibt es eine spezielle Prämie dafür, die ersten sechs Stiche zu gewinnen und den sechsten mit dem XXI (kismadár, „kleiner Vogel“). Analog heißt das Gewinnen der ersten sieben Stiche, davon den siebten mit dem Skíz, nagymadár („großer Vogel“). Auch diese beiden müssen vorher angesagt werden.

### Cego
Das badische Cego kennt keine zusammenfassende Bedeutung der Trull und daher auch keinen Namen dafür. Dafür spielt der kleinste Trumpf – der regional zahlreiche Namen hat, wie der Kleine Mann, Pagat, Babberle, Geiß oder Pfeif – spezielle Rollen. Es kann ein Sonderspiel namens Ultimo lizitiert werden, bei dem es ausschließlich darum geht, dass der Pagat den letzten Stich gewinnt. Beim höchsten „normalen“ Spiel mit Talon, das gleich wie die Karte genannt wird, verpflichtet sich der Spieler, den Pagat im ersten Stich auszuspielen, diesen hohen Wert also den Gegnern zu überlassen.
In einer als Ministrantenversion bekannten lokalen Spielweise spielen alle drei Trullstücke eine zusätzliche Sonderrolle: Beim Geregelten Räuber, bei dem jeder gegen jeden um möglichst wenige Punkte spielt, müssen die Trullstücke in den ersten drei Stichen gespielt werden: Der Stieß im ersten, der Mond im zweiten und der Kleine Mann im dritten. Zur Einhaltung dieser Regel kann auch der Bedienzwang umgangen werden.